# Incendio de Rilke II
El incendio de la wiskería Rilke II fue un  siniestro intencional ocurrido en la ciudad de Rosario, Provincia de Santa Fe en la madrugada del 5 de diciembre de 1979, suceso en el que murieron 15 personas y otras 10 resultaron heridas.

## Incendio intencional
El local llamado Rilke II se hallaba ubicado en pleno centro rosarino, en la calle Maipú al 700.
Según las pericias policiales de la época, el siniestro fue originado por una persona que arrojó nafta sobre todo el frente del bar, cerca de las 5 a. m.. Esto hizo que el fuego se propagase muy rápido debido a las cortinas y muebles de madera que se encontraban en la entrada, imposibilitando escapar a las personas que murieron asfixiadas en esa trampa mortal.
Las causas del porqué del incendio nunca se supieron con certeza. Se supuso que se debió a un ajuste de cuentas, ya que el dueño de la wiskería había sufrido otro atentado incendiario en otro bar cercano que le pertenecía hacia varios años atrás.
Este incendio queda marcado como una de las peores tragedias en la historia de Rosario.